# Pedro, el tipógrafo
Pedro, el tipógrafo es un óleo sobre lienzo del pintor italiano Amedeo Modigliani. 
La pintura tiene algunas coincidencias con una fotografía del pintor realizada en Florencia en 1909, por lo cual algunos autores sugieren que se puede tratar de un autorretrato. Por otra parte, de Pedro, quien da nombre al cuadro, no se tiene hasta el momento ninguna información. Según Phyllis Hattis, debajo de la pintura se encuentra una versión del cuadro Mujer con chaqueta amarilla.
Según un trabajo relativamente reciente, Amedeo Modigliani habría padecido de astigmatismo y eso sería una de las causas de la elongación de sus trazos, visibles principalmente en sus desnudos; en el caso de esta obra no se percibe tan claramente dicha elongación, si bien es claro que mantiene su estilo de construcción basado en formas geométricas. En esta obra, no se muestran las características representativas de su pincel (cuello largo, ojos almendrados, etc) es una pieza que nos deja conocer otra perspectiva del autor.
Es una obra en la cual, el aparente desconocido retratado, reta al espectador con su mirada, sostiene su gesto con orgullo y nos deleita con el profundo azul de fondo que resalta la piel, la mirada y el frente del personaje.
En un diálogo con el artista y con el espectador, Pedro El tipógrafo nos deja observar más allá de las mujeres y amores de Modigliani. Nos muestra algo viril, altivo, fuerte.
Actualmente el cuadro forma parte del acervo del Museo Soumaya, en la Ciudad de México.